# Maria Josepha av Bayern
Maria Josepha av Bayern, född 20 mars 1739, död 28 maj 1767, tysk-romersk kejsarinna, gift 1765 med Josef II. Dotter till kurfursten Karl Albert av Bayern och Maria Amalia av Österrike.

## Biografi
Maria Josepha var yngre än sina syskon och växte upp i skuggan av dem, som ansågs ha en större chans till högre status i livet. När Österrikes tronarvinge Josef blev änkling efter sin maka Isabella Maria av Bourbon-Parmas död, inkluderades Josepha som en av fyra kandidater till att bli hans nästa gemål. Äktenskapsförhandlingarna gjordes upp av Josefs mor Maria Theresia och målet för giftermålet var reproduktionen av en arvinge. Josef själv ville inte gifta om sig alls, eftersom han hade varit uppriktig förälskad i sin första gemål. 
I april 1764 reducerade Maria Theresia kandidaterna till två, Josepha av Bayern och Kunigunda av Sachsen, och bjöd in dem på middag med Josef i Wien och tvingade honom att välja mellan dem. Han svarade att han inte ville ha någon av dem, men att han valde Josepha om han blev tvungen att välja. Maria Theresia var själv missbelåten med giftermålet eftersom hon hade tvingats arrangera det helt själv och varken Josef eller någon annan tycktes belåten med valet, men hon arrangerade ändå äktenskapet. Det var nödvändigt att Josef gifte sig för att få en arvtagare, och Josepha hade en lämplig status så som dotter till en kejsare. 
Giftermålet ägde rum i januari 1765. Senare samma år avled hennes svärfar, och hennes make efterträdde honom som kejsare och som sin mors medregent, vilket gav Joseph titeln kejsarinna. Maria Josepha blev inte populär i Österrike. Hon beskrivs inte som vacker, något som orsakade en stor besvikelse hos både allmänheten och vid hovet. Josef II, som fortfarande aktivt sörjde och saknade sin förra maka, beskrev henne som avskyvärt ful och fysiskt motbjudande och föredrog att undvika henne i största möjliga mån. 
Paret hade skilda sovrum och äktenskapet blev troligen aldrig fullbordat och resulterade inte i några barn. Med undantag för svärfadern blev hon också ignorerad av sin makes familj och även av hovet, som inte ville associeras med henne för att inte råka i onåd hos kejsaren. Hon ska ha tillbringat sin mesta tid ensam isolerad på sina rum och beskrivs som djupt olycklig. När hon hade möjlighet lämnade hon hovet och reste till Baden, där hon arrangerade privata middagar för sina egna vänner i kretsen av sitt lilla hov.            
Maria Josepha avled, liksom Josefs första hustru, i smittkoppor. Tio år senare, 1777-1778, gjorde Josef anspråk på Bayern, delvis genom sitt äktenskap med henne.